# Préjuce Nakoulma
Préjuce Nakoulma (Uagadugú, Burkina Faso, 21 de abril de 1987) es un exfutbolista de Burkina Faso que jugaba en las posiciones de delantero centro y extremo.

## Carrera

### Club
| Periodo   | Club                      |
| --------- | ------------------------- |
| 2004-2005 | CF Ouagadougou            |
| 2006      | Granica Lubycza Królewska |
| 2007      | Hetman Zamość             |
| 2007      | Stal Stalowa Wola         |
| 2008      | Hetman Zamość             |
| 2008–2012 | Górnik Łęczna             |
| 2010–2011 | → Widzew Łódź (cedido)    |
| 2011–2012 | → Górnik Zabrze (cedido)  |
| 2012–2014 | Górnik Zabrze             |
| 2014–2016 | Mersin İdman Yurdu        |
| 2016      | Kayserispor               |
| 2017–2018 | FC Nantes                 |
| 2019      | Çaykur Rizespor           |
| 2020      | US Orléans                |
| 2021      | AS Sautron                |

### Selección nacional
Jugó para Burkina Faso en 52 ocasiones de 2012 a 2019 y anotó 13 goles; participó en cuatro ediciones de la Copa Africana de Naciones donde fue finalista en 2013 y tercer lugar en 2017.
| N.º | Fecha      | Sede                                              | Rival      | Marcador | Resultado | Torneo                                                  |
| --- | ---------- | ------------------------------------------------- | ---------- | -------- | --------- | ------------------------------------------------------- |
| 1   | 26-5-2012  | Stade du 4-Août, Uagadugú, Burkina Faso           | Benín      | 1–0      | 2–2       | Amistoso                                                |
| 2   | 26-5-2012  | Stade du 4-Août, Uagadugú, Burkina Faso           | Benín      | 2–2      | 2–2       | Amistoso                                                |
| 3   | 23-3-2013  | Stade du 4-Août, Uagadugú, Burkina Faso           | Níger      | 4–0      | 4–1       | Clasificación para la Copa Mundial de Fútbol de 2014    |
| 4   | 7-9-2013   | Stade du 4-Août, Uagadugú, Burkina Faso           | Gabón      | 1–0      | 1–0       | Clasificación para la Copa Mundial de Fútbol de 2014    |
| 5   | 16-6-2015  | Stade Olympique Yves-du-Manoir, Colombes, Francia | Camerún    | 1–0      | 2–3       | Amistoso                                                |
| 6   | 12-11-2015 | Stade de l'Amitié, Cotonú, Benín                  | Benín      | 1–1      | 1–2       | Clasificación para la Copa Mundial de Fútbol de 2018    |
| 7   | 4-9-2016   | Stade du 4-Août, Uagadugú, Burkina Faso           | Botsuana   | 1–0      | 2–1       | Clasificación para la Copa Africana de Naciones de 2017 |
| 8   | 12-11-2016 | Estádio Nacional de Cabo Verde, Praia, Cabo Verde | Cabo Verde | 2–0      | 2–0       | Clasificación para la Copa Mundial de Fútbol de 2018    |
| 9   | 18-1-2017  | Stade d'Angondjé, Libreville, Gabón               | Gabón      | 1–0      | 1–1       | Copa Africana de Naciones 2017                          |
| 10  | 28-1-2017  | Stade d'Angondjé, Libreville, Gabón               | Túnez      | 2–0      | 2–0       | Copa Africana de Naciones 2017                          |
| 11  | 14-11-2017 | Stade du 4-Août, Uagadugú, Burkina Faso           | Cabo Verde | 1–0      | 4–0       | Clasificación para la Copa Mundial de Fútbol de 2018    |
| 12  | 14-11-2017 | Stade du 4-Août, Uagadugú, Burkina Faso           | Cabo Verde | 2–0      | 4–0       | Clasificación para la Copa Mundial de Fútbol de 2018    |
| 13  | 14-11-2017 | Stade du 4-Août, Uagadugú, Burkina Faso           | Cabo Verde | 3–0      | 4–0       | Clasificación para la Copa Mundial de Fútbol de 2018    |

## Logros
- Futbolistas del mes de la Ekstraklasa: noviembre de 2011[5]